# Clara Stöckhardt
Clara Henriette Marie Stöckhardt (* 13. Oktober 1829 in Budissin; † 6. Februar 1897 in San Remo) war eine deutsche Malerin.

## Leben
Stöckhardt zog im dritten Lebensjahr mit ihren Eltern nach Sankt Petersburg, weil der Vater, Heinrich Robert Stöckhardt, eine Berufung zum Professor für Römisches Recht erhalten hatte. Der spätere Vortragende Rat im preußischen Ministerium für öffentliche Arbeiten Julius Reinhold Stöckhardt und der Architekt Heinrich Stöckhardt waren ihre Brüder. Die Familie kehrte nach dem frühen Tod des Vaters 1848 nach Deutschland zurück und fand zunächst in Naumburg, der Heimat der Mutter Emilie geb. Voigt, ein neues Zuhause. Clara Stöckhardt studierte in Berlin bei dem Maler Max Schmidt und war in Weimar ansässig, wohin Schmidt 1868 gezogen war. Hier korrespondierte sie mit Elisabeth Förster-Nietzsche. Seit ihrer Zeit in Naumburg war sie mit der Familie von Friedrich Nietzsche freundschaftlich verbunden.
Stöckhardt übersiedelte später nach Italien, wo sie in Rom und Turin lebte und 1880 den nachmaligen Major Giulio Cantoni heiratete. Aus Cagliari wandte sie sich 1884 an Robert Koch mit der Bitte, ihr Mittel gegen eine Cholera-Erkrankung zu senden.

## Werke
Stöckhardt war eine Landschafts- und Architekturmalerin des 19. Jahrhunderts und von 1870 bis 1880 auf mehreren akademischen Kunstausstellungen in Berlin, Dresden und Hannover vertreten. Sie schuf Ölgemälde und Aquarelle. Zu ihren bekanntesten Motiven zählen Das Goethehäuschen zu Weimar, Sommertag an der Schwarza, Ilmufer mit Goethes Gartenhaus, Der Fluss Anapos mit den Papyruspflanzen und Insel Capri von einer Anhöhe bei Sorrento gesehen.